# Daimler Motorkutsche
Daimler Motorkutsche (в переводе с немецкого «моторизованная карета Даймлера»), иногда упоминается как автомобиль Даймлера — моторизованная повозка, первый в истории прототип четырёхколёсного механического транспортного средства с двигателем внутреннего сгорания, работающим на продуктах нефтепереработки. Разработан немецкими инженерами Готлибом Даймлером и Вильгельмом Майбахом в 1886 году.
Особого развития модель не получила и использовалась лишь в экспериментальных целях для доказательства того, что высокоскоростной и компактный (для своего времени) двигатель Даймлера и Майбаха может быть использован на различных транспортных средствах. Тем не менее, «Daimler Motorkutsche» и первая мотоколяска Карла Бенца сыграли значительную роль в развитии автомобилестроения, положив начало определённым традициям в данном секторе промышленности на мировом рынке.

## История

### Разработка и тестирование

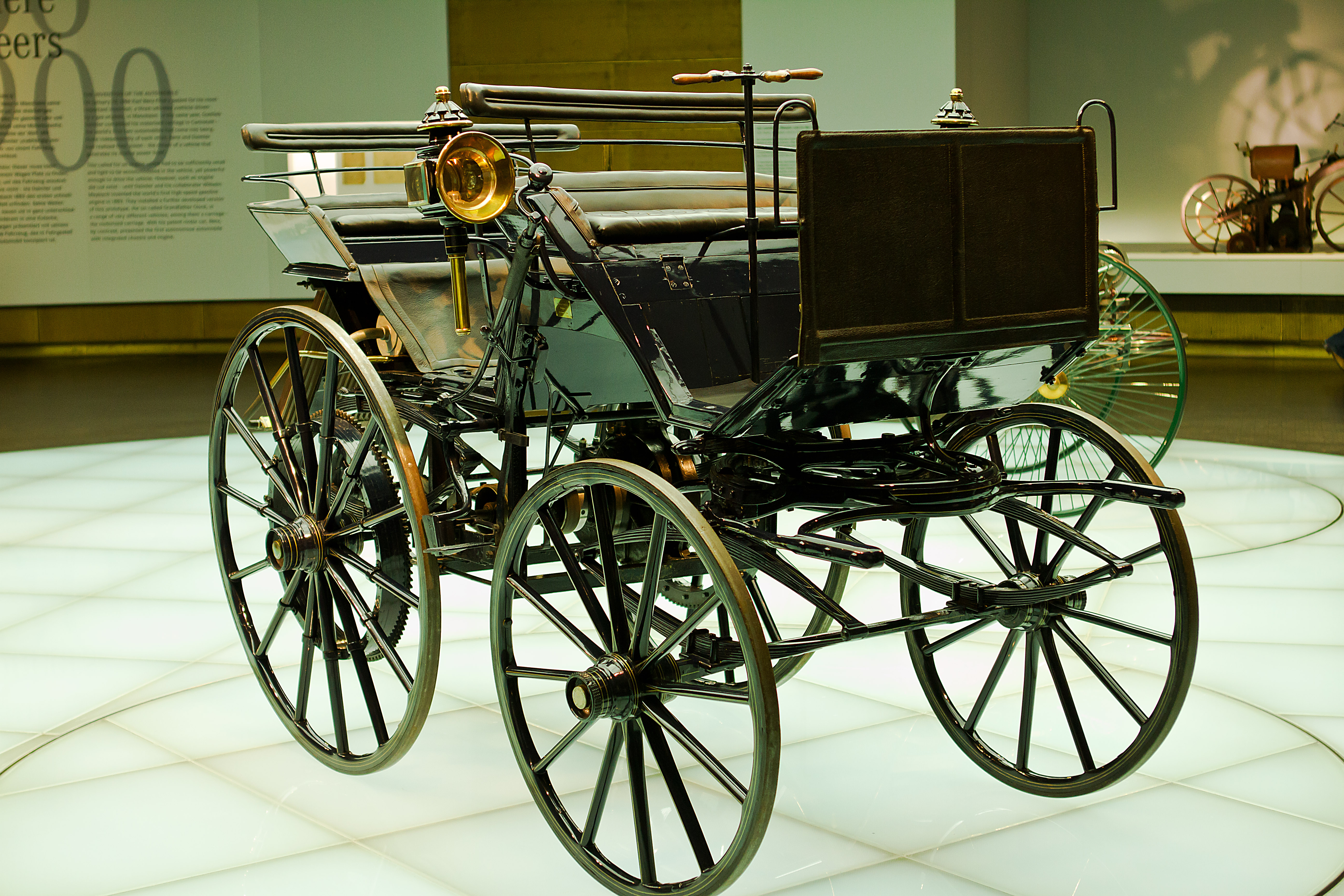
Карета Даймлера в музее Mercedes-Benz

8 марта 1886 года Готлиб Даймлер заказал карету версии «Americaine» (американского стиля) производства Штутгартской фирмы «Wilhelm Wimpff & Sohn» под видом подарка к предстоящему дню рождения своей жены Эммы. Тем не менее, данный подарок она так и не получила. На самом деле немецкий конструктор планировал оснастить транспортное средство двигателем собственной разработки. Силовой агрегат, разработанный в 1885 году совместно с Вильгельмом Майбахом, представлял собой бензиновый ДВС с воздушным охлаждением, вертикально расположенным одним цилиндром и напоминал своим внешнем видом часы с маятником, за что и получил прозвище «напольные часы» (нем. Daimler Standuhr). Ранее инженеры уже опробовали его на мотоцикле «Daimler Reitwagen», а теперь намеревались оснастить им карету. Заказанное шасси, на которое установили двигатель, представляло собой деревянную конструкцию со стальной арматурой. Оно было доставлено инженеру в августе 1886 года.
Двигатель внутреннего сгорания, разработанный годом ранее, подвергся некоторым модификациям. Так, например, Даймлер и Майбах вдвое увеличили рабочий объём агрегата — с 264 куб. см. до 462 куб. см., благодаря чему его максимальная мощность составляла 0,8 кВт (1,1 лошадиная сила), а максимальная скорость моторизованной коляски достигала 18 км/ч.
Моторизованная карета Даймлера стала первым транспортным средством с двигателем внутреннего сгорания и четырьмя колёсами. В отличие от Benz Patent-Motorwagen, который представлял собой самостоятельную целостную конструкцию с тремя колёсами, первый автомобиль Готлиба представлял собой простую карету без вала с обычным (для своего времени) рулевым механизмом. В 1886 году моторизованная карета могла быть замечена во время тестовых заездов через обширные сады дома Даймлера. В архивах концерна Daimler AG есть записи об этих испытаниях, проходивших ранним утром, и написанных Вильгельмом Майбахом и Паулем Даймлером, в которых говорится, что «транспортное средство работало вполне нормально» и смогло достичь максимальной скорости в 18 километров в час. Позже первый прототип автомобиля выходил на случайные тайные вылазки вдоль местных дорог, а затем открыто перемещался по уличным дорогам Канштатта.
В 1887 году после проведения испытаний (Готлиб Даймлер лично катался на коляске вместе со своим сыном Адольфом) способ охлаждения двигателя был изменён с воздушного на жидкостный. Для этой цели под задними сиденьями инженеры установили большой радиатор.
В 1888 году моторизованная карета Даймлера попала в газету, где сообщалось, что «эксперименты теперь будут распространяться и на дорожное транспортное средство». Тем не менее, немецкий конструктор не задумывался о продолжении развития конкретно данного автомобиля или запуске его в серийное производство. Благодаря ему он лишь в очередной раз продемонстрировал возможные способы применения разработанного им двигателя и продолжил свои исследовательские работы.

### Современное состояние
В 1961 году Германским правительством была выпущена почтовая марка с изображением первой моторизованной коляски Даймлера (DBP 363-1961). Некоторое время реплику первого четырёхколёсного автомобиля с ДВС и собственно сам двигатель «Daimler Standuhr» можно было найти немецком музее в Мюнхене. В настоящее время репродукция модели «Daimler Motorkutsche» находится в музее Mercedes-Benz в Штутгарте, Германия.

## Конструкция

### Двигатель

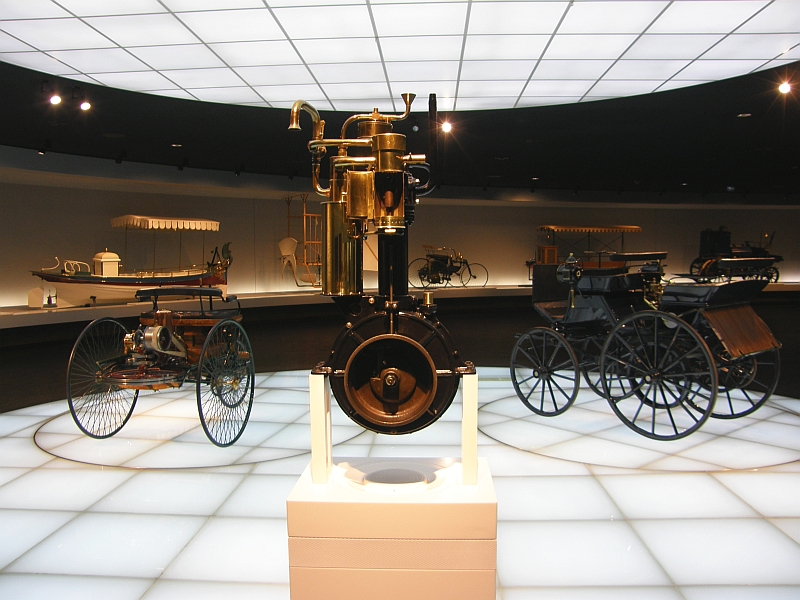
Двигатель «Daimler Standuhr» в музее Mercedes-Benz

Главным технологическим составляющим первого прототипа четырёхколёсного транспортного средства являлся установленный на нём одноцилиндровый четырёхтактный двигатель внутреннего сгорания рабочим объёмом 462 см3, который располагался вертикально между передней и задней пассажирскими скамьями. Конструкция силового агрегата предусматривала установленный вертикально единственный цилиндр с маховиком, один автоматический и один боковой регулируемый клапаны. Охлаждение осуществлялось при помощи потока воздуха. Система питания представляла собой один испарительный карбюратор. Такая конструкция обеспечивала поступление в двигатель воздуха, который далее проходил сквозь слой топлива, а полученная таким образом взрывчатая смесь поступала в цилиндры. В качестве горючего использовался керосин или масло из нефти с парафином. Топливный бак в транспортном средстве отсутствовал — 2 литра топлива располагались напрямую в карбюраторе. Мощность силового агрегата составляла 1,1 лошадиную силу при 650 оборотах в минуту, а максимальное число оборотов доходило до 950.
Высокоскоростной двигатель Даймлера выгодно отличался от силового агрегата Николауса Отто и имел частоту вращения в 4—5 раз выше, чем у газовых двигателей того времени, что при равной мощности позволило существенно снизить габариты и массу силового агрегата.

### Ходовая часть

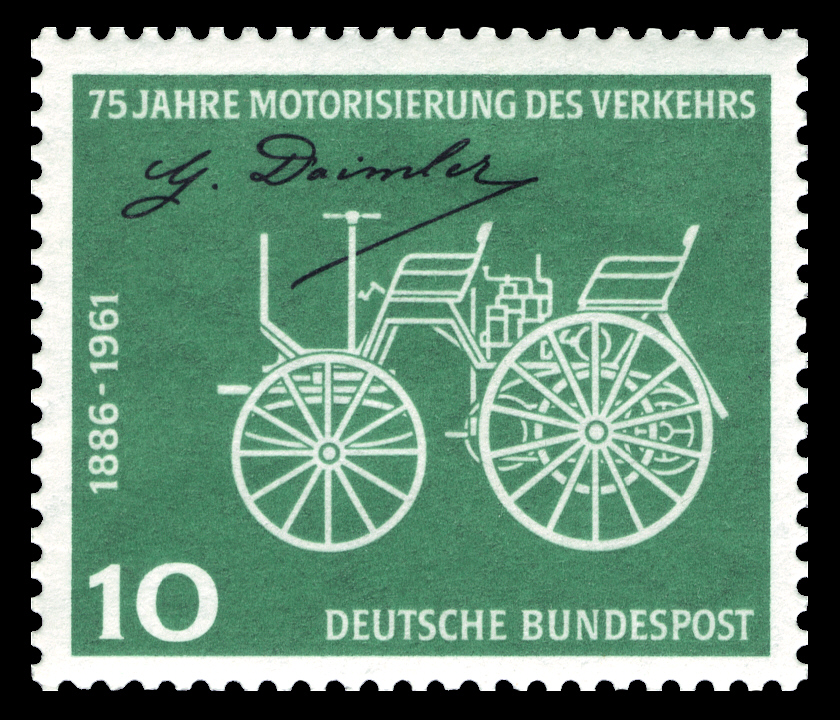
Почтовая марка с моторизованной каретой Даймлер, 1961 год

Кузов четырёхместного транспортного средства представлял собой модифицированную классическую карету того времени c вертикальной направляющей стойкой, маховиком и ведущими шкивами, прикреплёнными к каждому заднему колесу. Рама выполнялась из дерева и усиливалась в необходимых местах при помощи металлических конструкций. Подвеска в её современном представлении отсутствовала — обе стороны модели оснащались жёсткими осями с эллиптическими пружинами. Рулевое управление представляло собой сцепное устройство седельного тягача, приводимое в движение через зубчатый сектор и шестерню.
В качестве трансмиссии на транспортное средство устанавливалась простейшая система с двумя передними передачами и двухступенчатым комплектом шкивов, которая не оснащалась передачей заднего хода. Управление происходило при помощи ремней, которые реагировали на переключение ручного рычага. Сцепление представляло собой деревянный конус, зацепляемый в чугунный конус, установленный на коленчатом валу. Крутящий момент двигателя передавался на задние колёса при помощи соединенного с приводным валом плоского ремня, шестерни которого управляли наружными зубчатыми кольцами. Тормозной механизм состоял исключительно из стояночного тормоза, представлявшего собой рычаг, при воздействии на который задние колёса транспортного средства блокировались усилием тормозных колодок.
Транспортное средство оснащалось разноразмерными деревянными колёсами каретного типа (со спицами) диаметром 930 миллиметров спереди и 1165 мм сзади. На них устанавливались металлические покрышки шириной 37 мм.